# 有価証券オプション
有価証券オプションとは、個別の有価証券の銘柄を原資産とするオプション取引のこと。証券取引所に上場している株式・ETF・REITを対象とする。日本では、かぶオプとも呼ばれる。株式を対象とするものを株券オプションや個別株オプションなどとよび、ETFを対象とするものをETFオプションと呼ぶ。上場有価証券を特定の日に特定の値段で売買する権利の取引。原資産を株価指標などにする一般的なオプション取引と比較すると、リスクが大きい傾向がある。

## 沿革
2010年時点で、国際的には1日あたり約2,000万枚の有価証券オプション取引が行われており、広く普及していた。
日本においても、従来より東京証券取引所や大阪証券取引所（当時は両者は別グループ）が、有価証券オプションの取引の拡大を図っていたものの、普及は進んでいなかった。しかし、2011年には、SBI証券に加え、カブドットコム証券、岡三証券、インタラクティブ・ブローカーズ証券の4社が個人投資家向けの有価証券オプションの営業に参入することとなった。マーケットメーカーはインタラクティブ・ブローカーズ証券であり、2024年11月現在、ネットで取引ができる証券会社はIB証券、光世証券、moomoo証券の3社。東京証券取引所はこの種のオプション取引に「かぶオプ」という別名称をつけて、その普及を計画している。

## 仕組み
コールとプットの二種類があり、ある銘柄のコールを買い持ちしていると、将来の予め決められた日（取引最終日）にあらかじめ決めておいた値段（権利行使価格）で対象の株を買うことができる。一方プットを買い持ちしていると、取引最終日に権利行使価格で株を売却することができる。

## 有価証券オプション取引の例
「銘柄Ａ」を購入したい場合に、権利行使価格1,000円のコールを10円で購入し、取引最終日を待つ。
- Ａ）取引最終日の銘柄Ａの株価が1,000円以上である場合、

　　　　例えば1,200円まで株価が値上がりしていても、銘柄Ａを1株1,000円で買うことができる。
- Ｂ）取引最終日の銘柄Ａの株価が1,000円を下回った場合、

　　　　例えば900円まで株価が値下がりした場合、コールを用いて株を1,000円で買う必要はない。買う権利は放棄できる。